# Marie Crous
Marie Crous (fl. 1641) est une mathématicienne française du XVIIe siècle.

## Biographie

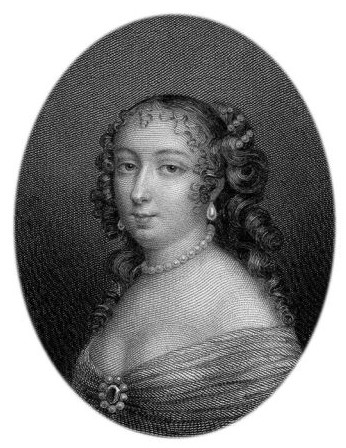
La duchesse d'Aiguillon, protectrice de Marie Crous

D'origine modeste, Marie Crous est la maîtresse d'écriture et la préceptrice de Charlotte de Caumont La Force.
Elle publie en 1636 un abrégé, une étude sur le système décimal d'après Simon Stevin. En 1641, elle publie un précis à vocation pédagogique qui détaille les règles des calculs arithmétiques avec de nombreux exemples et problèmes.

## Contributions

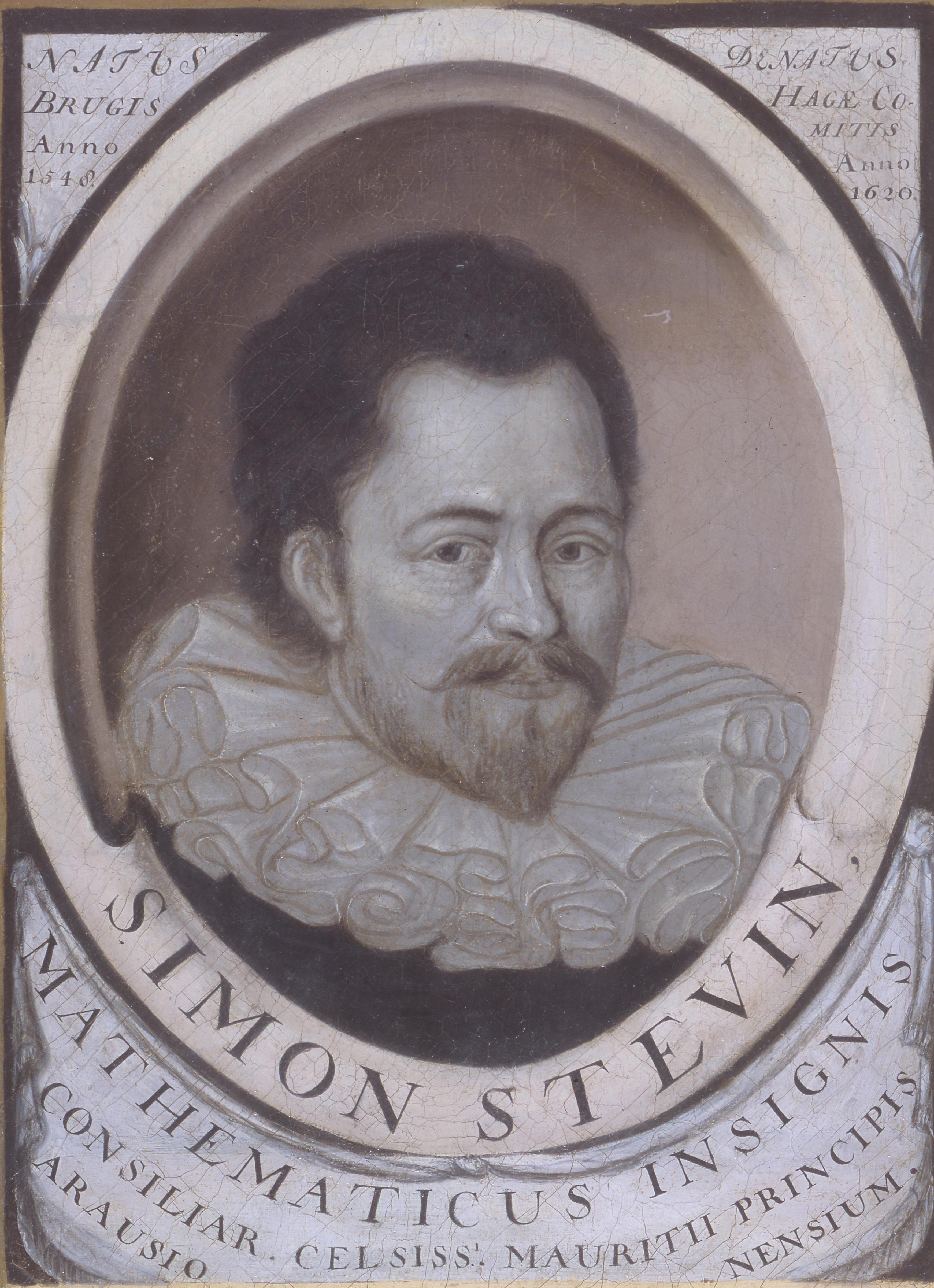
Simon Stevin

Son ouvrage dépasse ce que l'on trouve dans les manuels contemporains d'initiation aux calculs. Il inclut en effet une présentation des fractions décimales, adaptée de la disme de Simon Stevin : « Il ne se trouvera aucun livre premier que celuy-cy où cette invention soit enseignée, estant toute deue aux veilles de votre tres humble servante. »
L'ouvrage  commence par une épître à sa noble protectrice. Elle la remercie en ces termes : « Vous savez, à l'imitation de ce grand Dieu, relever les simples à bas (de quoi je suis du nombre, je le confesse ingenument). » Pour autant, elle ne lui attribue pas le mérite de ses inventions. 
Dans la préface de son Advis de 1636, Marie Crous écrit :
« Il me semble que, suivant cet avis, ce serait aux souverains changer la division de leurs monnaies, poids et mesures, car pour l'ausneur et le toiseur, avoir marqué leurs mesures en dixième sur un côté où les marques du souverain ne sont… »
Ainsi, Marie Crous propose l'adoption d'un système métrique décimal, qui ne sera mis en place en France qu'à la fin du XVIIIe siècle.
Elle introduit dans cet ouvrage un changement par rapport à Stevin : le point, placé en exposant (aujourd'hui la virgule en France), pour séparer les unités de la partie décimale : « c'est le plus commode, de mettre entre les primes, & les unités, un poinct. »
Elle développe par ailleurs la méthode connue ultérieurement sous le nom de Pestalozzi[Quoi ?], et ce qu'elle nomme la division de dénomination, très utile pour les calculs mentaux, notamment dans son application à la règle de trois.

## Œuvres
Les ouvrages de Marie Crous ne sont connus que par le volume de la bibliothèque Mazarine (cote 30047) qui se trouvait originellement dans la bibliothèque du cardinal Mazarin.
- Marie Crous, Advis de Marie Crous aux filles exersantes l'arithmetique: sur les dixmes ou dixiesme du sieur Stevin. Contenant plusieurs advertissements demonstrations, & propositions : esquelles est declaré comment elles se peuvent servir de la partition des dixmes, sans le changement des divisions des monnoyes, poids & mesures: par le moyen de cinq Tables y contenuës. Le tout renvoyé à mon abregé pour y estre très-utile, Paris, 1636 (lire en ligne)
- Marie Crous, Abbrégé recherché de Marie Crous. Pour tirer la solution de toutes propositions d'aritmetique, dependantes des reigles y contenuës : Avec quelques propositions sur les Changes, Esconptes, Interests, Compagnies, Associations, Payemens, Departemens des deniers, Meslanges, Bureau des Monnaies & Thoisages, divisé en trois parties. Ensemble un advis aux filles exersantes l'arithmétique sur les dixmes ou dixiesmes du sieur Stevin, Paris, Jacques Auvray, 1641 (lire en ligne)

### Postérité
Marie Crous demeure relativement méconnue. Le mathématicien Olry Terquem regrettait qu'on n'ait pas donné son nom à une rue de Paris. Elle figure dans le livre Les Femmes dans la science d'Alphonse Rebière. En 2003, Catherine Goldstein lui a consacré une partie d'un article sur les mathématiques en France au XVIIe siècle.